# Valencia letourneuxi
Valencia letourneuxi é uma espécie de peixe da família Cyprinodontidae.
Pode ser encontrada nos seguintes países: Albânia e Grécia.
Os seus habitats naturais são: rios, marismas de água doce, nascentes de água doce e lagoas costeiras de água salgada.
Está ameaçada por perda de habitat.